# Loose
Loose (dänisch: Lose) ist eine Gemeinde im Kreis Rendsburg-Eckernförde in Schleswig-Holstein.

## Geografie und Verkehr
Loose liegt etwa 8 km nordöstlich von Eckernförde auf der Halbinsel Schwansen. Die Schwansenstraße (Bundesstraße 203) von Eckernförde nach Kappeln durchquert das Gemeindegebiet in Nord-Süd-Richtung und teilt das Dorf in die Ortsteile Loosau im Westen und Loose (Dorfstraße) im Osten. Außerdem liegen die Ortschaften Grünthal (Grøndal), Ilewitt (Ileved), Kasmarkhof, Kommherut, Lüttrott (Lillerød), Mohrbergmühle, Rosahl, Tolsrüh (Thorsrye) sowie die Gutshöfe Kasmark mit Kasmarkholz (Kasmarkholt), Charlotten-, Erichs- und Osterhof im Gemeindegebiet.
Durch die Ortschaft verläuft die Kollholmer Au (Koseler Au), die auch streckenweise die Gemeindegrenze zu Barkelsby flankiert.

## Geschichte
Das Dorf Loose wurde erstmals 1339 als in uilla Losæ erwähnt. Der Ortsname leitet sich entweder vom mittelniederdeutschen lose (≈ Wasserlösung, Abzugsgraben), von der altdänischen Entsprechung zu altenglisch hlose (≈ Schweinestall, Schuppen) oder von Lo (altn. laukr ≈ Lauch, auch Meeresrand) und -sø (altn. sær ≈ die See) ab. Loose war eine im ausgehenden Mittelalter zum Rittergut Saxtorf (heute Gemeinde Rieseby) gehörende Siedlung, die 1865, nachdem das Herzogtum Schleswig von Dänemark an Preußen gefallen war, zur eigenständigen Gemeinde wurde. Die o. a. Gutshöfe sowie Ilewitt waren ursprünglich Meierhöfe von Saxtorf. 1,6 Kilometer nordöstlich des Ortes befindet sich das Großsteingrab Loose.
Mit der Ämterreform 1970 wurde Gemeinde Loose, welche das damalige Amt Rieseby verließ, dem bestehenden Amt Windeby angegliedert.

## Politik

### Gemeindevertretung
Bei der Kommunalwahl am 14. Mai 2023 wurden insgesamt elf Sitze vergeben. Die CDU erhielt sechs Sitze, die Wählervereinigung Loose erhielt vier Sitze und die SPD erhielt einen Sitz.

### Wappen
Blasonierung: „In Gold unter blauem Wellenschildhaupt und über blauem Wellenschildfuß eine rote Rose mit grünen Kelchblättern zwischen zwei grünen Eichenblättern.“
Die heraldische Rose illustriert die Mittellage des Ortes auf der Halbinsel Schwansen zwischen den Wassern. Entsprechend steht das Wellenschildhaupt für die Schlei und der Wellenschildfuß für die Ostsee. Die Eichenblätter zu beiden Seiten der Rose weisen auf den riesigen Eichenwald (der Isarnhoe) hin, der die Gegend einst bedeckte, und vertreten zugleich die beiden Ortsteile Loose und Loosau.

## Wirtschaft
Neben der Bürgerbegegnungsstätte in der einstigen Molkerei bietet ein Gäste- und Tagungshaus im ehemaligen Dorfkrug Lindenhof kulturellen Veranstaltungen Raum. Außer einer Zimmerei und zwei Dachdeckerbetrieben ist die dörfliche Wirtschaft jedoch, abgesehen von der Tankstelle an der Schwansenstraße, weitestgehend zum Erliegen gekommen.

## Soziale Einrichtung
In der Gemeinde befindet sich ein Kindergarten, eine Bürgerbegegnungsstätte und ein Sportverein. Wegen der rücklaufenden Anzahl von Schülern werden die Schüler der ehemaligen Grundschule Loose seit Sommer 2006 in diejenige von Barkelsby geschickt.

## Kapelle

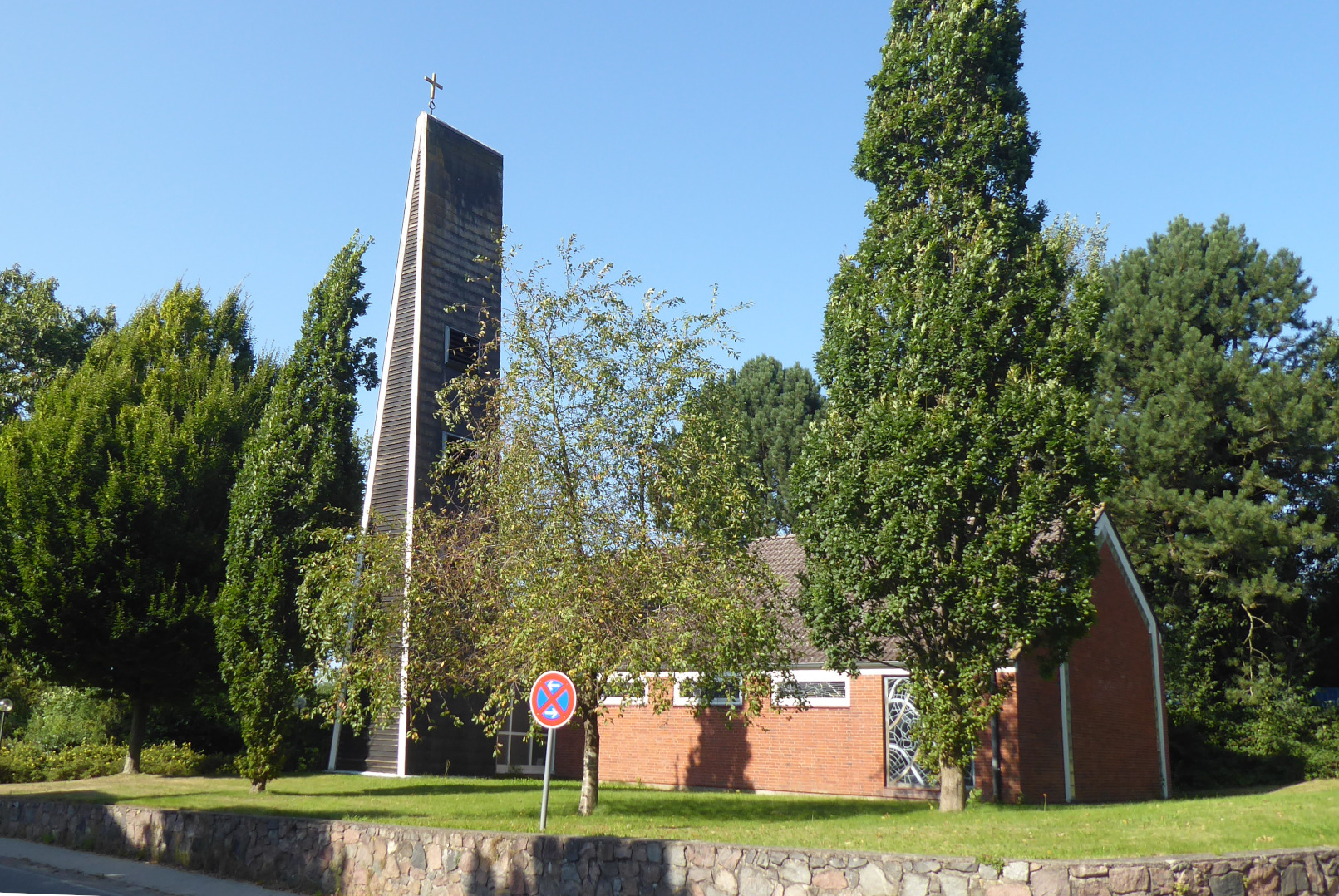
Kapelle

Die zur Kirchengemeinde Rieseby gehörende Kapelle Loose, die 1964 im Rahmen des Kapellenbauprogramms gebaut worden war, wurde im September 2020 entwidmet. 2021 wurden die Wände instand gesetzt und der hölzerne, mit Holzschindeln gedeckte Turm renoviert. 2023 wurde der Bau abgerissen.

## Persönlichkeiten
- Christian Kock (1867–1949), Lehrer und Heimatforscher